# Lepyrodia hermaphrodita
Lepyrodia hermaphrodita är en gräsväxtart som beskrevs av Robert Brown. Lepyrodia hermaphrodita ingår i släktet Lepyrodia och familjen Restionaceae. Inga underarter finns listade i Catalogue of Life.